# Євген Шведський
Принц Євген Наполеон Ніколаус (швед. Eugen Napoleon Nikolaus; 1865–1947) — герцог Нерке, четвертий і молодший син шведського короля Оскара II і його дружини Софії. Кавалер ордена Норвезького лева та ордена Андрія Первозванного. Відомий також як живописець, колекціонер творів мистецтва і меценат.

## Біографія
Принц Євген народився в Дроттнінггольмському палаці. Був четвертим і наймолодшим сином князя Оскара, герцога Естергетландського . Його мати — Софія Нассауська. Новонародженому князю було присвоєно звання герцога Нерке. Після вступу герцога Естергетландського на трон Швеції та Норвегії як короля Оскара II, герцог Нерке став четвертим у черзі на трон. Проте він більше цікавився живописом, ніж царюванням.
Середню освіту отримав у приватних викладачів. У 1885—1886 роках принц Євген вивчав живопис в Уппсалі у Вільгельма фон Гегерфельда. Після цього він навчався в Парижі у 1887—1889 роках. у Леона Бонни, Альфреда Ролля, Анрі Жерве, а також короткий час у П'єра Пюва де Шавана.
Повернувшись до Швеції, присвятив себе виключно пейзажному живопису. Більшість робіт виконано в стилі, близькому до імпресіонізму. Географічно, принц Євген писав пейзажі Седерманланда, Стокгольма і озера Меларен, а також місцевостей, де він проводив літній відпочинок — Тюресе на південь від Стокгольма, Ергорден у Вестергетланді, а з 1930-х років — Естерлен в Сконе на півдні Швеції.
Принц Євген відомий не тільки як один з найбільших шведських пейзажистів кінця XIX — початку XX століття, але і як майстер монументального живопису. Серед іншого, він створив фрески «Місто на воді» (1917—1922) в ратуші Стокгольма, «Біла ніч» (1899) і «Літо» (1904) в школі Норра в Стокгольмі, а також вівтар церкви в Кіруні.
В 1899 році Євген купив парк і палац Вальдемарсудде (швед. Waldemarsudde) на острові Юргорден в Стокгольмі і в 1905 році побудував там за проектом архітектора Фердинанда Боберга заміську резиденцію в стилі модерн. Принц Євген помер у Вальдемарсудде 17 серпня 1947 року. Будинок і свою колекцію творів мистецтва принц заповів державі. Зараз це музей, де знаходиться квартира принца і велика колекція картин шведського живопису XIX і XX століття, що включає 3000 картин і графічних творів самого принца Євгена.
Роботи принца виставлені в провідних художніх колекціях Швеції, в тому числі в Національному музеї у Стокгольмі і художньому музеї в Гетеборзі.
У 1945 році, в день вісімдесятиріччя принца, була заснована медаль Принца Євгена, яка вручається за високі художні досягнення.
Після його смерті в палаці Дроттнінгхольм 17 серпня 1947 року резиденція стала художнім музеєм і, згідно з його заповітом, власністю держави. Євген ніколи не одружувався, в епоху, коли королівські принци майже завжди знаходили собі принцес для одруження. Його гомосексуальна орієнтація була невідома широкому загалу.

## Роботи принца Євгена

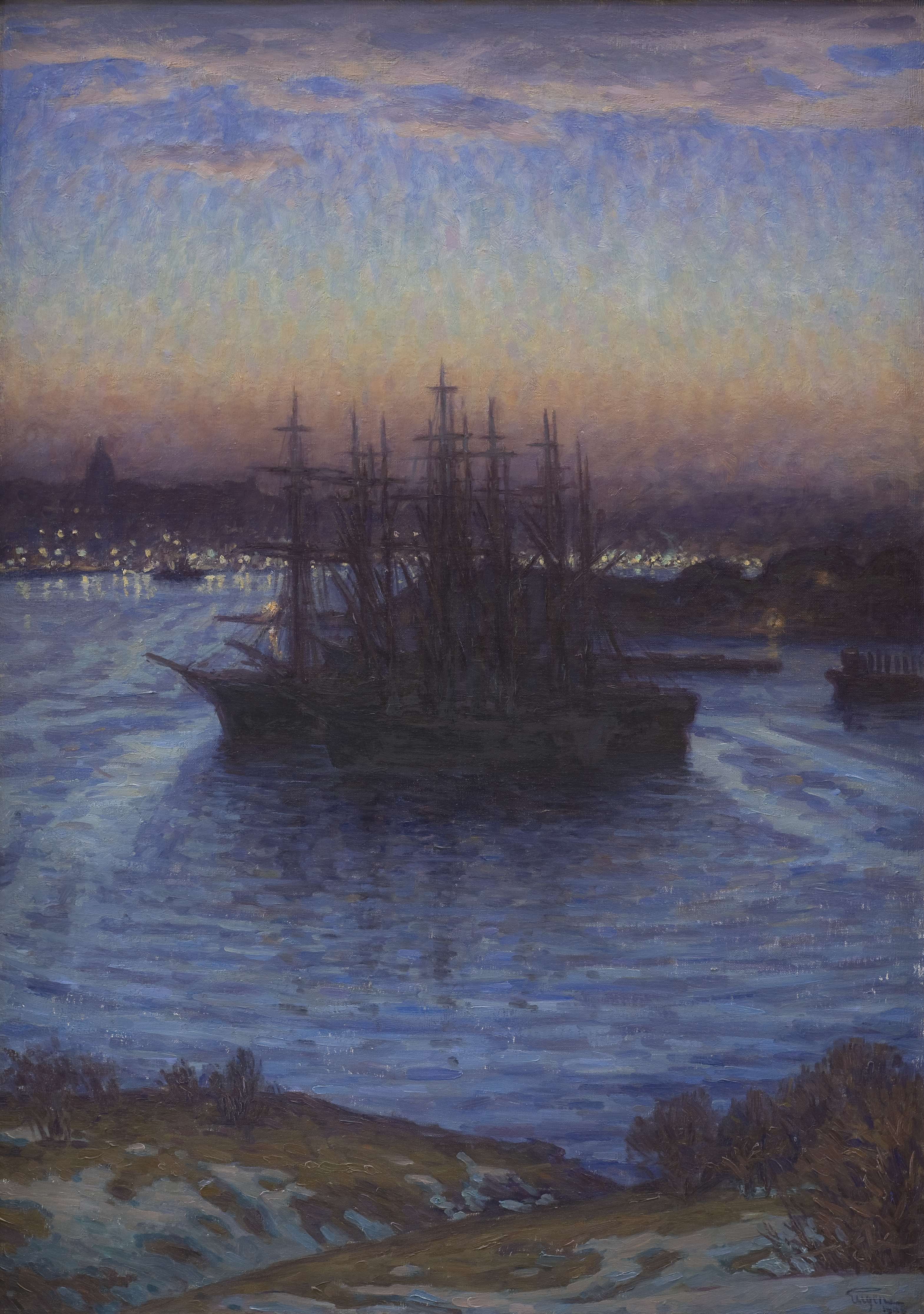
«Судно на якорі»
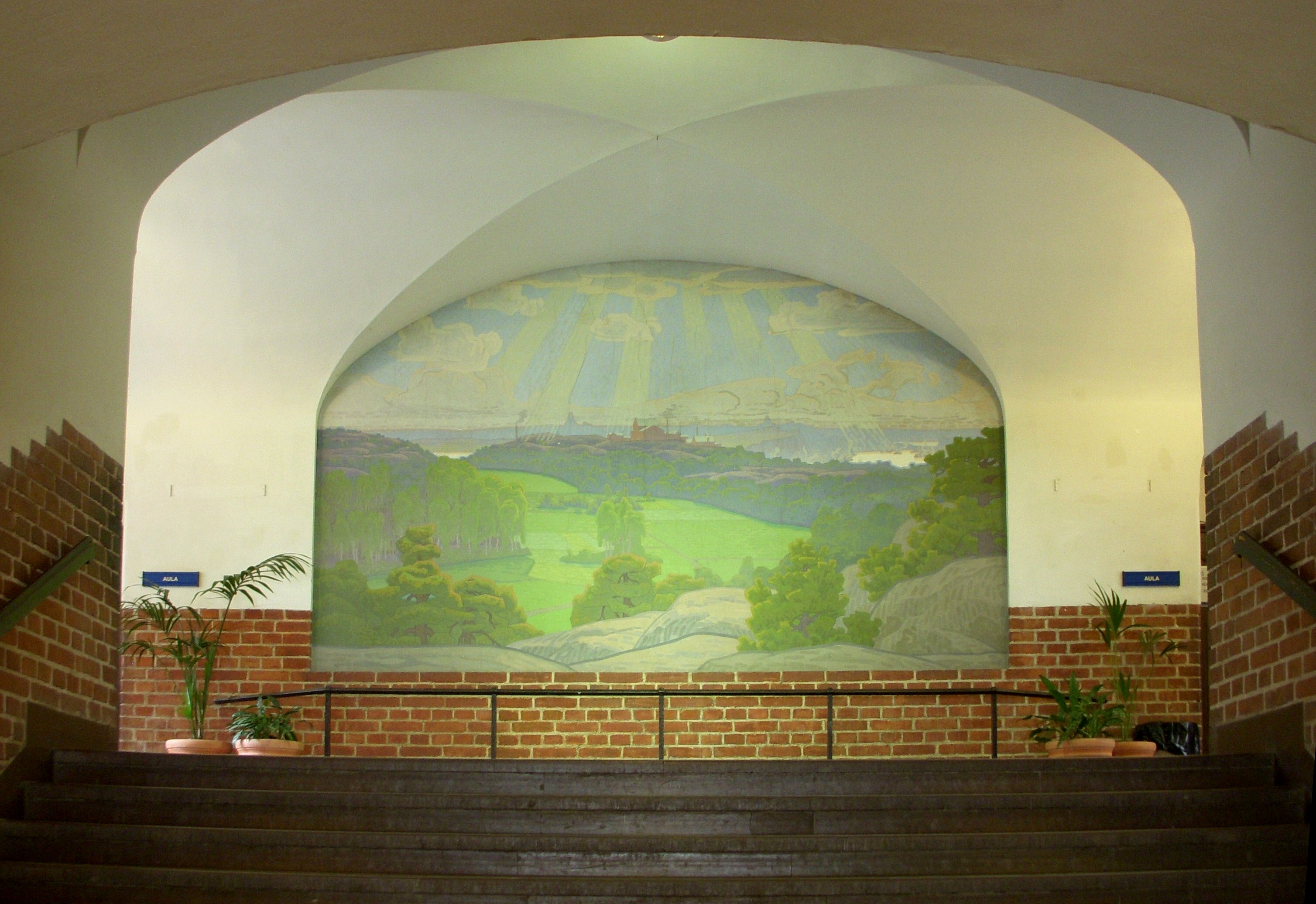
Фреска у Östra Reals gymnasium
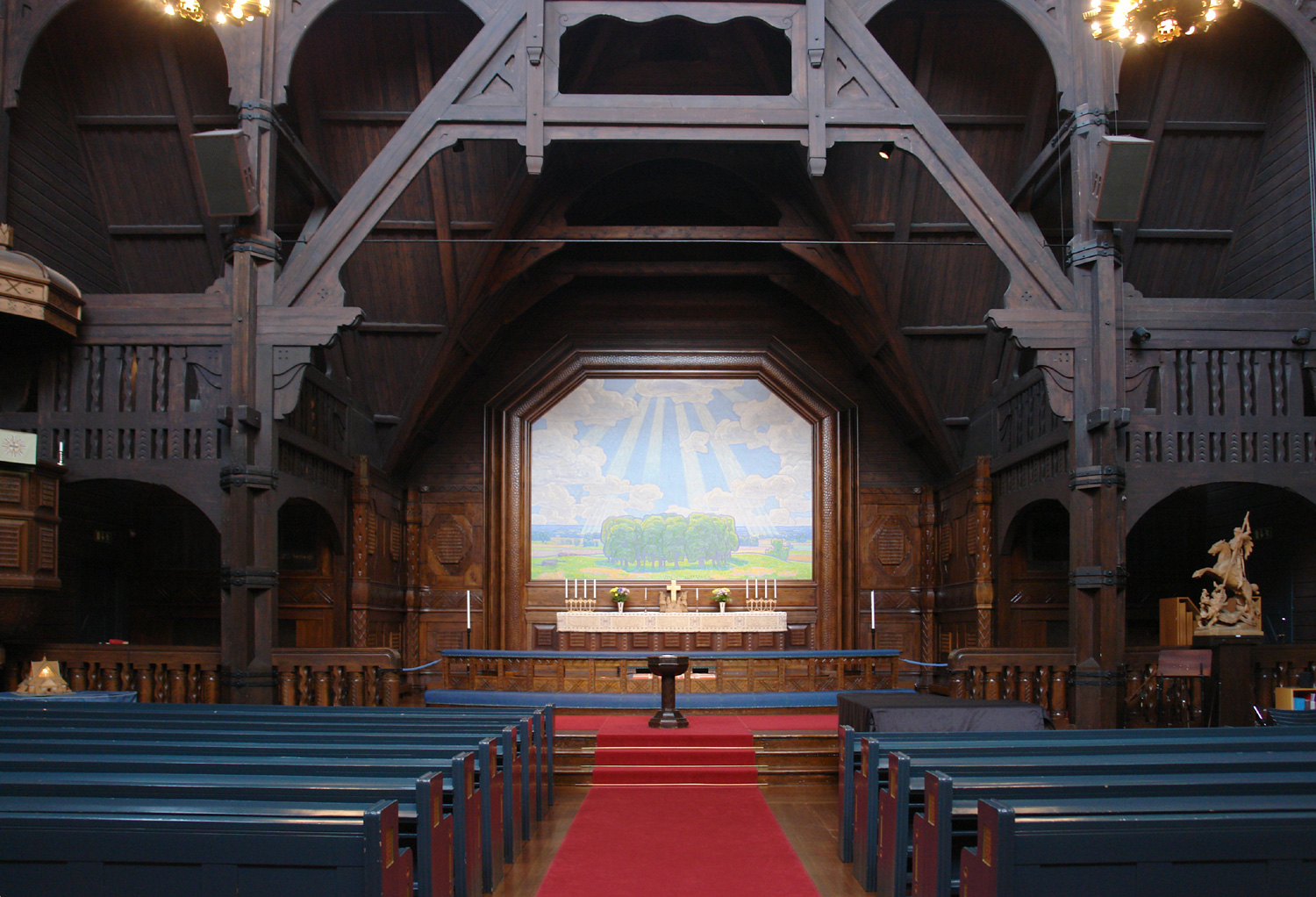
Фреска у церкві Кіруни
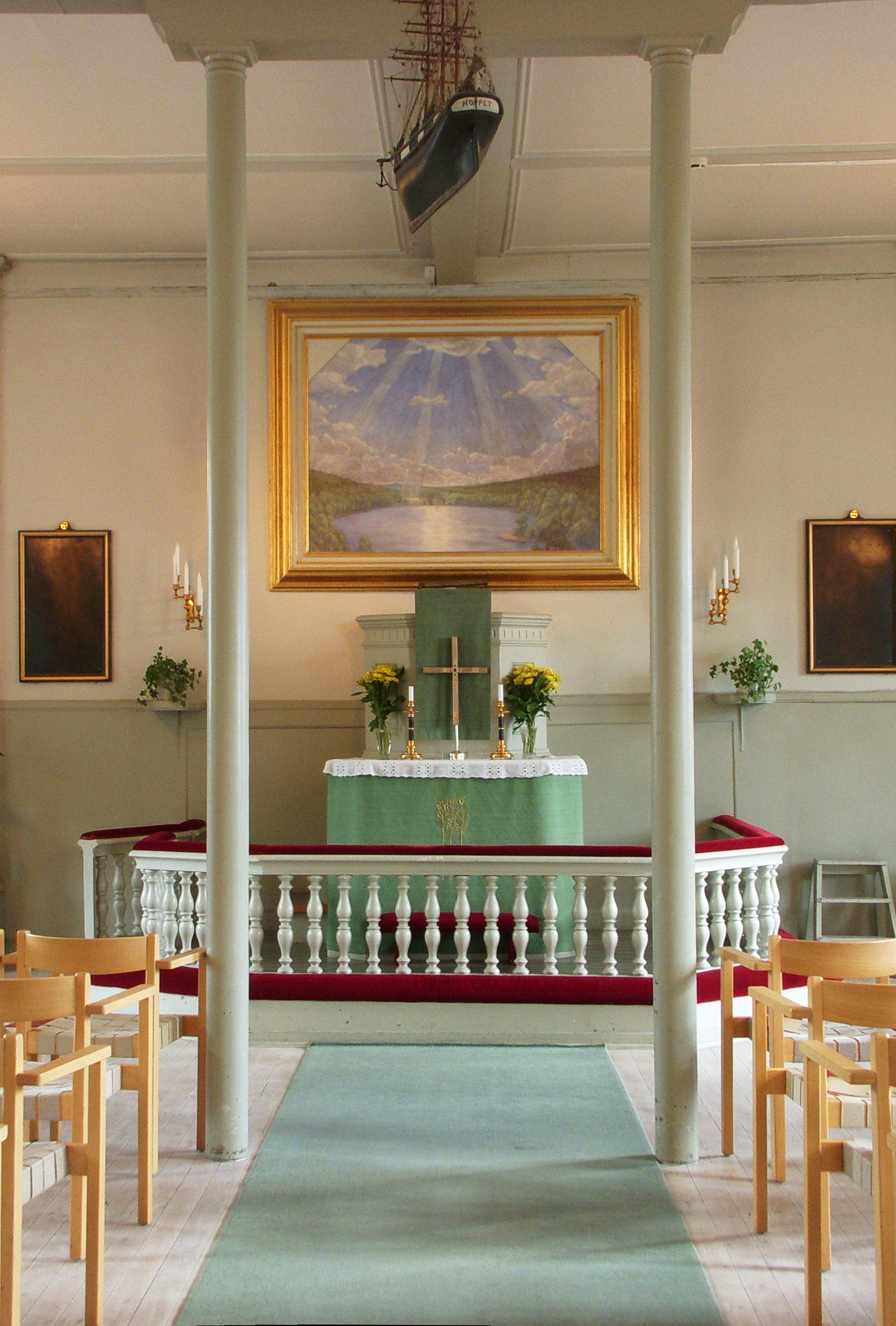
Фреска у церкві Юргордена
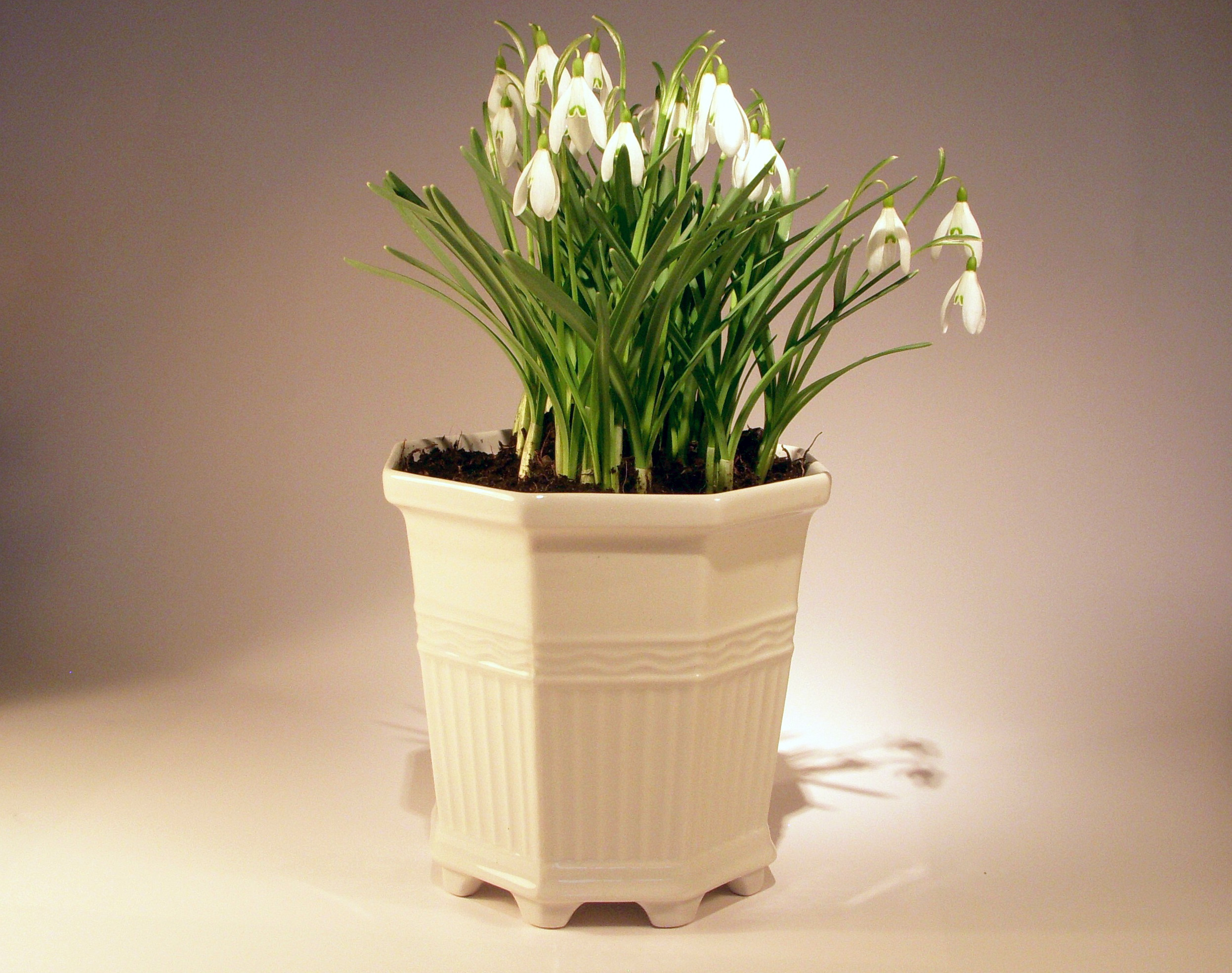
Порцеляновий квітковий горщик, розроблений князем Євгеном, популярний у Швеції.